# Frank Capra
Frank Russell Capra, ursprungligen Francesco Rosario Capra, född 18 maj 1897 i Bisacquino, Sicilien, död 3 september 1991 i La Quinta, Kalifornien, var en italienskfödd amerikansk filmregissör, filmproducent och manusförfattare med sin storhetstid under 1930- och 1940-talen.
Frank Capra blev en av USA:s mest inflytelserika regissörer under 1930-talet, med tre erhållna Oscar för bästa regi utifrån sex nomineringar, samt tre till Oscarsstatyetter utifrån nio nomineringar i andra kategorier. Bland hans främsta filmer märks Det hände en natt (1934), Komedien om oss människor (1938) och Mr. Smith i Washington (1939). Efter andra världskrigets slut började framgångarna dala, filmerna blev inte längre publiksuccéer vid premiärerna, däribland Livet är underbart (1946), vars klassikerstatus först kommit på senare år.

## Biografi
Frank Capra föddes som Francesco Rosario Capra i Bisacquino, en by nära Palermo på Sicilien. Han var yngst i en skara av sju syskon. Fadern Salvatore Capra (1852–1916) var fruktodlare och modern Rosaria "Serah" Nicolosi (1862–1941). År 1903, när Capra var fem år, emigrerade hans familj till USA via ångfartyg.
Capras Det hände en natt (1934) var på Oscarsgalan 1935 den första film att ta hem alla de fem tyngsta statyetterna, däribland en till honom för bästa regi, liksom för bästa film, bästa manus efter förlaga, bästa kvinnliga huvudroll och bästa manliga huvudroll.
Frank Capra uppfann feel good-filmen, bland annat i filmer som Livet är underbart (1946), Vi behöver varann (1941) och En gentleman kommer till stan (1936).[källa behövs] En av hans mest kända filmer är Arsenik och gamla spetsar (1944) med Cary Grant i huvudrollen som mannen som upptäcker att hans snälla gamla tanter barmhärtighetsmördar äldre ungkarlar på löpande band.
Capra producerade också mellan 1942 och 1948 en serie av propagandafilmer under samlingstiteln Varför vi slåss (Why We Fight) om andra världskriget för U.S. Office of War Information. Capra själv såg Why We Fight som ett av hans viktigaste verk.
Capra gifte sig med skådespelaren Helen Howell 1923, de skilde sig 1928. Han gifte sig därefter med Lucille Warner 1932, de fick tillsammans en dotter och tre söner, varav en dog som spädbarn. Äktenskapet varade fram till hennes död 1984.
Frank Capra dog i La Quinta 1991, vid 94 års ålder. Han är begravd på Coachella Valley Public Cemetery i Coachella i Kalifornien.

## Filmografi i urval
- 1926 – Bomber och granater
- 1927 – Harry långbyx
- 1928 – U.44
- 1929 – För flyget och flickan
- 1930 – Asfaltens liljor
- 1931 – Bragdens män
- 1931 – The Miracle Woman
- 1931 – Platinum Blonde
- 1932 – Förbjuden
- 1932 – Panik
- 1933 – Kinesflickans hämnd
- 1933 – Lady för en dag
- 1934 – Det hände en natt
- 1934 – Han, hon och hästen

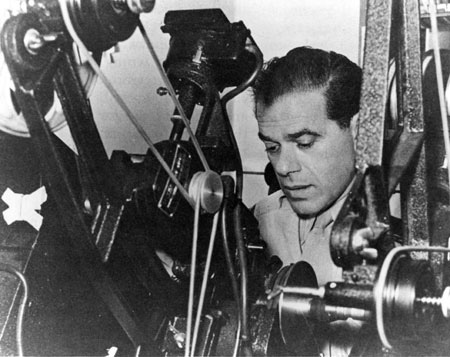
Frank Capra som major i Signal Corps under arbete med att klippa en propagandafilm, c:a 1943.

- 1936 – En gentleman kommer till stan
- 1937 – Bortom horisonten
- 1938 – Komedien om oss människor
- 1939 – Mr. Smith i Washington
- 1941 – Vi behöver varann
- 1942 – Prelude to War (ej krediterad; propagandafilm, andra världskriget)
- 1943 – The Nazis Strike (ej krediterad; propagandafilm)
- 1943 – The Battle of Britain (ej krediterad; propagandafilm)
- 1943 – Söndra och härska (ej krediterad; propagandafilm)
- 1943 – För frihet kämpa de (ej krediterad; propagandafilm)
- 1944 – The Battle of China (ej krediterad; propagandafilm)
- 1944 – Seger i Tunisien (propagandafilm)
- 1944 – Arsenik och gamla spetsar
- 1945 – Your Job in Germany (propagandafilm)
- 1945 – Here Is Germany (ej krediterad; propagandafilm)
- 1945 – Two Down and One to Go (propagandafilm)
- 1945 – War Comes to America (ej krediterad; propagandafilm)
- 1945 – Know Your Enemy - Japan (ej krediterad; propagandafilm)
- 1946 – Livet är underbart
- 1948 – I valet och kvalet
- 1950 – Broadway Bill
- 1951 – Här kommer brudgummen
- 1959 – Livet är härligt
- 1961 – Fickan full av flax
- 1964 – Rendezvous in Space (dokumentärfilm)